# Hyundai Libero
Hyundai Libero — малотоннажный грузовой автомобиль, производимый компанией Hyundai с 2000 по 2007 год.

## Описание
Автомобиль Hyundai Libero был представлен в 2000 году в качестве замены модели Hyundai Porter. Модель разработана на базе Hyundai Starex.
От других коммерческих моделей Hyundai Libero отличается полукапотной кабиной. Двигатели те же, что и у Hyundai Starex. Впереди установлена независимая подвеска с поперечными рычагами и продольными торсионами, сзади же — зависимая рессорная подвеска.